# Потічник м'який
Потічник м'який (Hygrohypnum molle) — вид мохів порядку гіпнобрієвих (Hypnales).

## Поширення
Ареал охоплює такі частини світу: Європа, Північна Америка, Азія.

## Характеристика
Рослини м'які, жовтувато- або оливково-зелені. Стебла до 10 см, всюди облистнені, нерівномірно розгалужені. Листки нещільно складчасті, прямі, листки молодих гілок злегка закручені на верхівці, коли сухі, інакше листки мало відрізняються коли сухі й вологі, широкояйцеподібні, рідко яйцеподібні або майже округлі, неглибоко або глибоко увігнуті, (0.8)1–1.7(2) × (0.6)0.7–1.2(1.3) мм; краї рівні, цілі, хвилясті або тонкозубчасті дистально, особливо на вершині; верхівка поступово звужується до гострого, тупого кінчика. Вид автоіктичний. Коробочкові ніжки оранжево-червоні, червонувато-коричневі чи темно-бордові, 0.6–1.5 см. Коробочка з ендостомом, війками рудиментарними або відсутніми.